# ボナヴィスタ
ボナヴィスタ (Bona Vista) とは、イギリスのサラブレッドの競走馬、および種牡馬である。競走馬としては1892年の2000ギニーステークスに優勝。種牡馬としてもサイリーンの父として知られるほか、ハンガリーでリーディングサイアーとなって成功した。

## 経歴

### 出生、現役時代
第5代ローズベリー伯爵アーチボルド・プリムローズの生産した馬の一頭である。父はダービーステークス優勝馬であるベンドア、母ヴィスタはグレートメトロポリタンハンデキャップなどに優勝した競走馬であった。
母ヴィスタはマカロニ産駒であり、ボナヴィスタはベンドアとマカロニのクロス（ニックス）によって生産された馬であった。このクロスは関係者の中でも好相性のものとして知られており、過去にケンダルやオーモンドなどもこの組み合わせにより生まれている。
2歳から競走馬となり、2歳時はウッドコートステークス、3歳時にはウィリアム・ロビンソン騎乗のもとイギリスクラシック三冠競走のひとつ2000ギニーステークスで優勝した。

### 種牡馬時代
1894年から種牡馬となり、1897年にオーストリア＝ハンガリー帝国の皇子ルイス・エステルハージに購入され、ハンガリー国立牧場に繋養された。現地ではイギリス時代よりも大きな成功を収め、1902年から1905年、そして1908年の5度にわたって現地のリーディングサイアーとなっている。1909年に19歳で死亡した。
代表産駒に、イギリス時代に出したサイリーンがいる。クラシック登録がなかったために三冠競走には出られなかったものの、圧倒的な強さでアスコットゴールドカップなどに優勝、11戦9勝の戦績で引退した。しかし種牡馬としては当初評価されず、後にダービー馬を3頭出すも、評価が定まる前にアルゼンチンへと売却されてしまった。奇遇にも、父と同じく外地でも成功を収めた。そのサイリーンがイギリスに残してきた産駒の一頭ポリメラスが種牡馬として大成功し、同馬を通して現在までボナヴィスタの父系が残っている。
母の父としても大きな功績を残した。輸出前にイギリスに残してきた産駒のうち、1897年生のヴァーレンは後にザテトラークを産んだ。また、1896年生のローズツリーはアメリカに輸出され、そこで後のアメリカ殿堂馬ローマーの母となった。

### おもな産駒
- イギリス時代
  - サイリーン Cyllene - 1895年生・牡馬。アスコットゴールドカップなど。イギリスリーディングサイアー2回。
  - ローズツリー Rose Tree - 1896年生・牝馬。テューローステークス、グラスゴーナーサリープレートなど。
  - サンタカーサ Santa Casa - 1896年生・牝馬。フィッツウィリアムステークス、トリエニアルステークスなど。
  - ヴァーレン Vahren - 1897年生・牝馬。ノステルプレート、アプレンティスプレートなど。
- ハンガリー時代
  - Beregvorgy - 1900年生・牡馬。オーステライヒシスダービー、オーストリア賞など。
  - Bono Modo - 1900年生・牡馬。ドイチェスダービー優勝馬。
  - オリエント Orient - 1907年生・牡馬。ドイチェスダービー、ハンザ大賞など。
  - Patience - 1902年生・牝馬。ドイチェスダービー、オーステライヒシスダービーなど。

### 母父としての産駒
- ザテトラーク The Tetrarch - 1911年生・牡馬、父ロアエロド。7戦7勝、種牡馬としても成功。芦毛中興の祖として知られる。
- ローマー Roamer - 1911年生・せん馬、父ナイトエラント。トラヴァーズステークスなど39勝を挙げ、後にアメリカ競馬殿堂入りを果たした。

## 評価

### おもな勝鞍
※当時はグレード制未導入
ウッドコートステークス、ニューマーケットビニアルステークス、2000ギニーステークス

### 種牡馬成績
- 1902年-1905年、1908年 - ハンガリーリーディングサイアー

## 血統表
| Bona Vistaの血統              | Bona Vistaの血統                                                             | Bona Vistaの血統                                                             | （血統表の出典）                                                             | （血統表の出典） |
| 父系                          | ベンドア系(エクリプス系)                                                     | ベンドア系(エクリプス系)                                                     | ベンドア系(エクリプス系)                                                     | [ § 2 ]          |
| 父 Bend Or 1877 栗毛 イギリス | 父の父Doncaster 1870 栗毛 イギリス                                           | Stockwell                                                                    | The Baron                                                                    | The Baron        |
| 父 Bend Or 1877 栗毛 イギリス | 父の父Doncaster 1870 栗毛 イギリス                                           | Stockwell                                                                    | Pocahontas                                                                   |                  |
| 父 Bend Or 1877 栗毛 イギリス | 父の父Doncaster 1870 栗毛 イギリス                                           | Marigold                                                                     | Teddington                                                                   | Teddington       |
| 父 Bend Or 1877 栗毛 イギリス | 父の父Doncaster 1870 栗毛 イギリス                                           | Marigold                                                                     | Ratan Mare                                                                   |                  |
| 父 Bend Or 1877 栗毛 イギリス | 父の母Rouge Rose 1865 栗毛 イギリス                                          | Thormanby                                                                    | Windhound                                                                    | Windhound        |
| 父 Bend Or 1877 栗毛 イギリス | 父の母Rouge Rose 1865 栗毛 イギリス                                          | Thormanby                                                                    | Alice Hawthorn                                                               |                  |
| 父 Bend Or 1877 栗毛 イギリス | 父の母Rouge Rose 1865 栗毛 イギリス                                          | Ellen Horne                                                                  | Redshank                                                                     | Redshank         |
| 父 Bend Or 1877 栗毛 イギリス | 父の母Rouge Rose 1865 栗毛 イギリス                                          | Ellen Horne                                                                  | Delhi                                                                        |                  |
| 母 Vista 1879 栗毛 イギリス   | 母の父Macaroni 1860 鹿毛 イギリス                                            | Sweetmeat                                                                    | Gladiator                                                                    | Gladiator        |
| 母 Vista 1879 栗毛 イギリス   | 母の父Macaroni 1860 鹿毛 イギリス                                            | Sweetmeat                                                                    | Lollypop                                                                     |                  |
| 母 Vista 1879 栗毛 イギリス   | 母の父Macaroni 1860 鹿毛 イギリス                                            | Jocose                                                                       | Pantaloon                                                                    | Pantaloon        |
| 母 Vista 1879 栗毛 イギリス   | 母の父Macaroni 1860 鹿毛 イギリス                                            | Jocose                                                                       | Banter                                                                       |                  |
| 母 Vista 1879 栗毛 イギリス   | 母の母Verdure 1867 栗毛 イギリス                                             | King Tom                                                                     | Harkaway                                                                     | Harkaway         |
| 母 Vista 1879 栗毛 イギリス   | 母の母Verdure 1867 栗毛 イギリス                                             | King Tom                                                                     | Pocahontas                                                                   |                  |
| 母 Vista 1879 栗毛 イギリス   | 母の母Verdure 1867 栗毛 イギリス                                             | May Bloom                                                                    | Newminster                                                                   | Newminster       |
| 母 Vista 1879 栗毛 イギリス   | 母の母Verdure 1867 栗毛 イギリス                                             | May Bloom                                                                    | Lady Hawthorn                                                                |                  |
| 母系(F-No.)                   | 4号族(FN:4-f)                                                                | 4号族(FN:4-f)                                                                | 4号族(FN:4-f)                                                                | [ § 3 ]          |
| 5代内の近親交配               | Pocahontas: S4×M4, Windhound: S4×M5, Alice Hawthorn: S4×M5, Pantaloon: M4×S5 | Pocahontas: S4×M4, Windhound: S4×M5, Alice Hawthorn: S4×M5, Pantaloon: M4×S5 | Pocahontas: S4×M4, Windhound: S4×M5, Alice Hawthorn: S4×M5, Pantaloon: M4×S5 | [ § 4 ]          |
| 出典                          | 1. 2. 3. 4.                                                                  | 1. 2. 3. 4.                                                                  | 1. 2. 3. 4.                                                                  | 1. 2. 3. 4.      |

母ヴィスタの繁殖成績は優秀で、ボナヴィスタのほかにサーヴィスト（1895年ダービーステークス・セントレジャーステークス）、ヴェラスケス（チャンピオンステークス連覇・エクリプスステークスなど）を産んでいる。